# Rafael Caroca
Rafael Antonio Caroca Cordero mais conhecido como Rafael Caroca  (Curicó, 19 de Julho de 1989), é um futebolista chileno. Atualmente, joga no Club Universidad de Chile

## Títulos
Colo-Colo
- Campeonato Chileno (Clausura): 2008, 2009

Seleção Chilena
- Torneio de Toulon: 2009

## Prêmios
- Revelação do Torneio de Toulon: 2009